# Бой при Цариброд (11-12 ноември 1885)
Боят при Цариброд от 11 – 12 ноември 1885 година (23 – 24 ноември по нов стил), по време на Сръбско-българската война, е сред боевете в хода на българската контраофанзива след битката при Сливница. В него сръбската Нишавска армия търпи поражение и е принудена да се изтегли окончателно от териториите на Княжество България.

## Ход на военните действия
Ден след победата си при Драгоман българският Преден отряд (13 дружини, 4 батареи и 5 ескадрона под общото командване на подполковник Данаил Николаев) настъпва към Цариброд във формация от четири колони и резерв. Късно след пладне на 11 ноември, докато трите основни колони напредват от Драгоманския проход и височините на север и юг, лявата обходна колона начело с майор Петко Стоянов атакува и завзема връх Бабина глава над Цариброд. Същевременно дясната и средната колона овладяват Остри връх. В тези стълкновения сръбската Дунавска дивизия е отблъсната към главните сили на нишавската армия, разположени за отбрана по възвишенията около Планиница, Нешков връх и Джурджева глава.
След временно затишие за подреждане на войските на следващия ден следобед българите атакуват отново. Боят се води основно около Нешков връх. Върхът, отбраняван от сръбския 12-и Шумадийски полк, е превзет след щикова атака от части на 6-и Търновски и 8-и Приморски полк, предвождани от капитан Васил Делов. Този успех на българите принуждава цялата сръбска армия да се изтегли през границата и да се съсредоточи за отбрана на Пирот.

## Резултат
С оглед на сравнително тясното пространство, продължителността (2 ½ часа) и броя на жертвите боят за Нешков връх е сред най-кръвопролитните в цялата война. В него българите губят 250 души (в това число 58 убити), а сърбите – 575 (100 убити, 300 ранени, останалите са пленени).